# Беришвили, Гурам Давидович
Гурам Давидович Беришвили (груз. გურამ დავითის ძე ბერიშვილი; 20 ноября 1933, Тифлис — 4 октября 2020) — советский грузинский математик и политик. Доктор физико-математических наук, профессор. Член Государственного совета Грузии (1992).
Депутат Парламента Республики Грузия 3-го созыва (1993—1995) от блока «11 октября», фракция «республиканцы».
Заведующий отделом информации Конституционного суда Грузии (1996—2000).

## Биография
В 1959 году окончил физико-математический факультет Тбилисского государственного университета, а в 1962 году — аспирантуру.
Научной деятельностью занимался с 1962 года. Кандидат физико-математических наук (1966). Возглавлял отдел в Институте кибернетики.
Инициатор развития теории категорий в Грузии, один из основателей Тбилисской физико-математической школы им. Владимира Комарова, автор научных трудов, учебников, статей по методологии преподавания математики.
Член Республиканской партии.
Сын — Торнике.

## Научные интересы
Теория гомологий и когомологий.

## Высказывания
Мне кажется, что если мы введём наказание за невыполнение обещаний, данных во время выборов, то сможем улучшить обстановку.